# Ундина Друскенинских источников
«Ундина Друскенинских источников» (Ondyna Druskienickich Źródeł) − литературно-исторический и медицинский журнал либерально-просветительского направления, выходивший в Гродно.

## История журнала
Второй по времени журнал на территории Белоруссии после «Полоцкого ежемесячника» («Miesiecznik Polocki»), издававшегося Полоцкой иезуитской академией с 1818 до февраля 1820 года.
Назван по имени духа воды Ундины. Об этих мифических существах писали Адам Мицкевич, Юлиуш Словацкий, сочиняли музыку Морис Равель, Клод Дебюсси, Антон Рубинштейн. Выходил в 1844−1846 гг. и в 1929−1939 гг. на польском языке раз в месяц во время курортного сезона (апрель−декабрь) в Друскениках. Полное название журнала − «Ondyna Druskienickich zrodel: pismo zbiorowe dla zdrowych i chorych, w czasie czteromiesiecznego u wod mineralnych pobytu». Количество страниц варьировалось от 36 до 63 нумерованных, в среднем это было около 50 страниц.
В 1789 году жители Друскеник пригласили польского короля Станислава Августа Понятовского с целью показать целебные источники. По указанию короля медики оценили лечебные свойства местной воды, и в июне 1794 году король официально признал город курортным местом. Постепенно курорт развивался. В 1838 году было построено здание санатория с четырнадцатью ваннами, затем их число увеличено до 50. Уже в 1841 году в Друскениках создано Медицинское общество, задачей которого было усовершенствовать и развить курорт. Три года спустя, в 1844 году, была построена церковь, спроектированная известным польским архитектором Стефаном Шиллером. Тогда же группа единомышленников, − доктор Ксаверий Вольфганг, литераторы Юзеф Крашевский, Томаш Зан, Ян Чечот и Теодор Нарбут, желая «пробиться сквозь облако тьмы», основала журнал, первыми редактором которого стал К. И. Вольфганг (?−1864). Печатался журнал в гродненской губернской типографии, работавшей с 1820 года, вышло 24 номера. Имел разделы: медицинский, исторический, литературный. Обязательно публиковался список пациентов, давались медицинские советы. Обсуждались свойства соляных источников курорта и их терапевтический эффект при различных заболеваниях. Освещалась общественная жизнь Друскеник и Гродно, сообщалось о концертах, театральных спектаклях, благотворительных вечерах и пр.
В литературном отделе журнала преобладала беллетризованная проза и поэзия, обычно с местной тематикой, этнографическое краеведение и фольклор. В Друскениках, входивших в то время в Гродненский уезд и находившихся примерно в 45 километрах от нынешнего областного центра Принеманья, в летний сезон собирались на отдых и занимались там творчеством многие известные деятели науки, литературы и искусства Польши, Беларуси и Литвы. Среди авторов журнала − Владислав Сырокомля, Юзеф Крашевский, Казимир Буйницкий, Михаил Грабовский, Ромуальд Янковский, Теодор Нарбут, Александр Гроза, Бенедикт Доленга, Томаш Зан, Юзеф Кречковский, Антоний Одынец, Мартин Оссория, Ромуальд Подберезский, Адам Плуг, Аницети Рениер, Владислав Трембицкий, Юзеф Ярошевич, Плакид Янковский, Флориан Бохвиц, Станислав Россоловский. К сожалению, подписчиков набралось всего около 30 человек, да и авторы не всегда откликались. Издание журнала пришлось прекратить.
Во время Первой мировой войны курорт был сильно повреждён. Первый сезон после войны официально начат весной 1923, но реконструкция продолжалась до 1930 года. По инициативе маршала Юзефа Пилсудского, лечившегося здесь, курорт был приобретён Банком Господарства Крайового и передан в качестве государственного предприятия Министерству здравоохранения Польши. Количество курортных пациентов росло, статистика показывает, что в 1930 году было около восьми тысяч пациентов, а через семь лет их число превысило 110 тысяч. Тогда были построены новые виллы и пансионаты.
С 1925 года руководителем медицинской службы курорта стал гродненский доктор А. К. Тальгейм, являвшийся одним из учредителей в 1926 году Общества врачей Гродненщины и заместителем председателя правления курорта. По его инициативе в 1929 году возобновлён выпуск журнала. В первый год его издания Тальгейм стал ответственным редактором, публиковал и свои научные статьи о природных оздоровительных факторах курорта, опыте их применения в лечебных целях. Издателем журнала был Чеслав Боровский.